# Motherwell FC
Motherwell FC (Motherwell Football Club) je klub skotské Scottish Premiership, sídlící ve městě Motherwell. Motherwell FC patří k předním klubům Skotska. Klub byl založen roku 1886. Hřištěm klubu je Fir Park s kapacitou 13 742 diváků.
Klub se představil ve 2. předkole Evropské ligy UEFA 2014/15 proti islandskému celku Stjarnan, který jej vyřadil.